# 弘昇丸事件
弘昇丸事件（こうしょうまるじけん）とは、北朝鮮（朝鮮民主主義人民共和国）によるスパイ事件。1957年（昭和32年）6月25日摘発（検挙）。
北朝鮮でスパイ訓練を受けたあと、他の北朝鮮工作員をともない、1956年（昭和31年）10月に漁船「弘昇丸」で日本海に面した北海道渡島半島の檜山支庁乙部港から密入国した在日朝鮮人の崔竜雲（32歳）、それを手引きした北朝鮮工作員の金斗七（36歳）と関係者7人が翌1957年6月に逮捕された事件である。工作内容は必ずしも明らかではない。

## 概要
当時の新聞報道では、1956年10月3日、山口県下関市に船籍をもつ漁船「弘昇丸」（11.8トン）が北海道南西部にある乙部漁港（爾志郡乙部町）に着岸し、乗組員が船を放置したまま行方不明となったため、北海道警察をはじめ、大阪府警察、兵庫県警察、山口県警察などの協力によって密輸や工作員等の出入国にもかかわっていたことが判明し、関係者5人の逮捕と全国13カ所の家宅捜索が行われ、工作活動用に密輸した銀塊などが証拠品として押収され、関係者10数人の指名手配がなされたことを伝えている。一方、外事事件研究会が編集した『戦後の外事事件』（2007年発行）では、この事件について、北朝鮮工作員となった須谷良介こと崔竜雲が、北朝鮮でスパイ訓練を受けるために密出入国し、北朝鮮との密貿易に従事していた金山斗七こと金斗七が漁船を利用して崔竜雲ら工作員の北朝鮮との密出入国を手引きしていた事件であると紹介しており、新聞報道の内容とは若干の異同がある。新聞報道においては、崔竜雲・金斗七の名がみえない一方で、北朝鮮の「対日諜報工作担当将校、姜某」なる人物が登場する。
在日朝鮮人だった崔竜雲については、東京都在住の朝鮮総連（在日本朝鮮人総聯合会）女性同盟副委員長と北朝鮮から派遣された工作員Aにより北朝鮮工作員として獲得され、1956年1月末に、Aらとともに福岡県八幡港（北九州市八幡区）からノルウェー船プロデュース号でイギリス領香港に渡り、香港経由で北朝鮮に密出国して約8ヶ月間の工作員教育を受けたのち、
- 妻子の北朝鮮帰国
- 新たに派遣される北朝鮮工作員、李亨のアジト設定
- 外国人登録証の不正入手

などといった任務を指示され、李亨とともに1956年10月3日、無線機、工作資金等を携行して、金斗七の手引きで乙部港から密入国したという情報が公表されている（『戦後の外事事件』）。
函館地方裁判所による裁判の結果、出入国管理令（出入国管理及び難民認定法）違反で、崔竜雲は懲役1年、金斗七は罰金3万円に処せられた。なお、崔は1959年、在留特別許可を得ている。
事件発生より半世紀以上が経過した2015年（平成27年）、特定失踪者問題調査会のメンバーは事件当時、乙部の漁業協同組合で受付業務をしていた男性と面会し、従来、新聞や書籍にあらわれていない事実を聴取することができた。それは、1956年10月の弘昇丸着岸の際、乙部港に下船した3人の男が漁協に立ち寄り、うち1人が函館市への行き方を質問したというもので、受付担当者が国道229号までの道筋を説明したところ、「船（弘昇丸）はそこ（漁協前の岸壁）に繋いでおくから」と言い残して漁協を後にし、後日、町の人の話によって、その3人が漁協から国道に出た地点で北海道警察に逮捕されたことを知ったというものであった。この証言が正しいとすると、1956年10月に弘昇丸から下船した3名の氏名は不詳ながら、下船してすぐに逮捕されていたことになり、報道記事にも『戦後の外事事件』にも公表されない別の事実が存在していたこととなる。
推測ではあるが、漁協に立ち寄った3人が函館までの路程を尋ねたといい、弘昇丸に乗船していたと思われる崔竜雲が同行した工作員、李亨のアジト設定を命じられているところから、崔竜雲は李亨のアジト設定を北海道、おそらくは函館に拠点を設けるようにあらかじめ指令を受けていたことが考えられる。そして、「そこに繋いでおく」という言葉から、弘昇丸は必ずしも放置されたわけではなく、函館で何らかの目的を遂げたのち、再び乙部港に帰ってくる予定だったのではないかとの推測が可能である。